# Danjel Henriksson

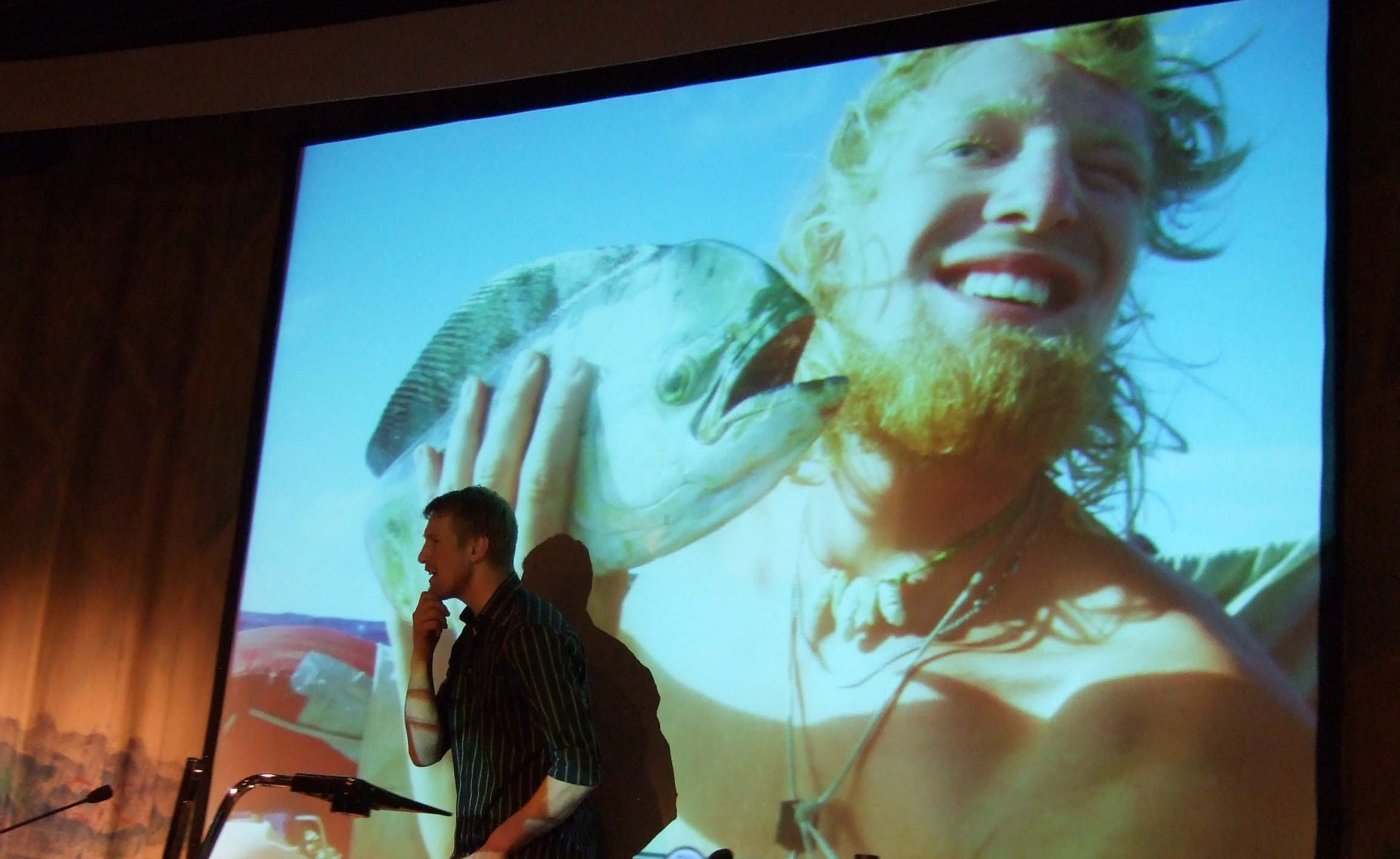
Daniel föreläser i Älvsjö om världsomseglingen med Sally Blue och runtjordengänget.

Danjel Henriksson (Daniel Kulin), född 1982 i Överkalix i Norrbotten, är sannolikt den yngste svensk som genomfört en världsomsegling som skeppare på egen köl med den minsta svenska båten. Daniel är även basketspelare med ett SM-guld 2016 med Stockholm Basketball som främsta merit. 2011 gifte sig Daniel och bytte efternamn till Kulin.
Civilt är Danjel energiingenjör och nationalekonom med examen 2009 vid Umeå universitet. 

## Världsomseglingen med Sally Blue
Seglingen genomfördes från september 2005 till juli 2007 med vegan Sally Blue. Resan startade och avslutades i Sveriges nordligaste kuststad; Kalix. Världsomseglingen som tog två år att genomföra gick västerut i passadvindsbältet genom Nord-Ostsee-Kanal, Panamakanalen och slutligen Suezkanalen.
Besättningen bestod utöver Henriksson av Jonatan Bonthron (Kiruna) och Kajsa Björn (Hoting). Seglingen genomfördes i en Albin Vega från år 1968 vid namn Sally Blue. Beroende hur man räknar kan det vara den minsta svenska båt som seglat runt jorden och räknar man i kvadratmeter boyta per besättningsmedlem är det sannolikt en av de minsta världsomseglarna i världen. Resan gick från Sveriges näst nordligaste kuststad – Henrikssons hemstad – Kalix och tillbaka. Som avslutning på resan rundades symboliskt bottenvikens nordligaste punkt i Töre hamn (Kalix kommun). 
Henriksson och hans besättning på Sally Blue fick 2007 bland annat mottaga Solander-plaketten uppkallade efter Daniel Solander, norrmejeriers stipendium och ett stipendium från Kalix företagare för sina bedrifter. Danjel, Kajsa och Jonatan har även gett ut en bok "Alla sa vi skulle dö" som hösten 2014 trycktes i sin femte upplaga.

## Familj

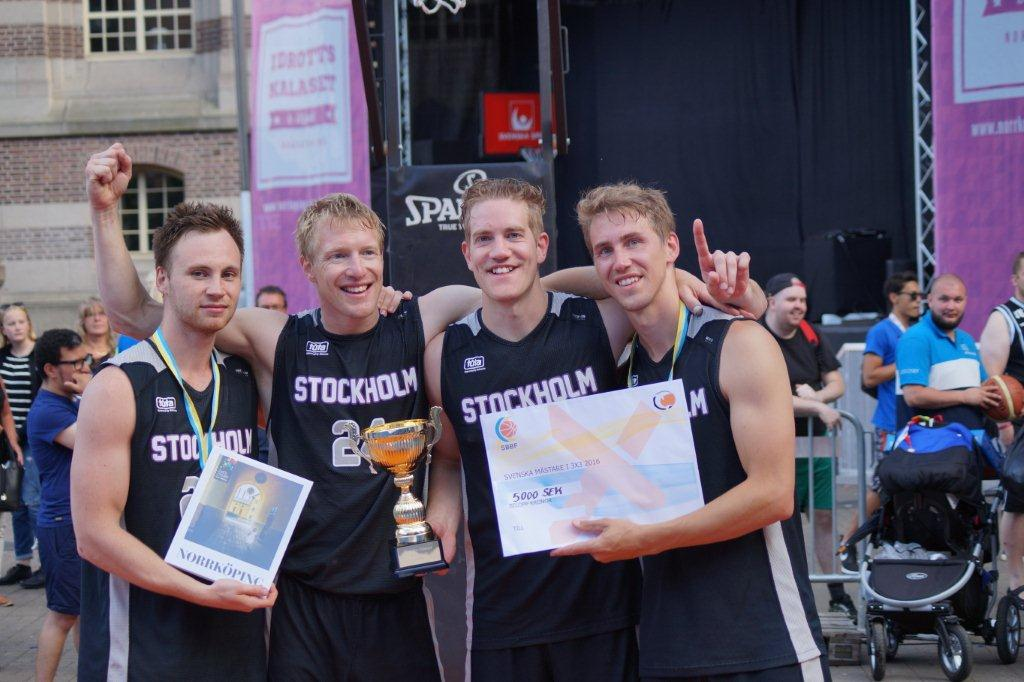
Lagbild av Stockholm Basketball:s vinnarlag på 3x3-SM 2016. Fv Patrik Nordström, Daniel Kulin, Viktor Henriksson, Gustav Henriksson

Danjel är den äldsta av fyra syskon där basket är den gemensamma nämnaren. Bland syskonen återfinns basketspelaren Viktor Henriksson, entreprenören och basketspelaren Gustav som tog SM-brons i 3x3 2014, SM-silver 2015, samt SM-guld 2016 och 2018 med laget Stockholm Basketball Club och systern Linnea. 

## Basket
Daniel spelade under uppväxten i Kalix Basket som då bara hade flick och damlag. Årskullen 82-84 var den första satsningen på pojkar på mycket lång tid för föreningen.
År 2000 flyttade Daniel till Tyskland för att med stipendium studera och spela basket. Efter hemkomsten blev det olika klubbar i Umeå där mesta tiden spenderades i IKSU.   
2016 vann Henriksson SM-guld i 3x3.

## Karriär
2009 Projektutvecklare för Etapp I i Svevind AB:s vindkraftpark i Markbygden, Piteå Kommun. 
2010 Projektledare för miljökonsekvensbeskrivningen för Etapp II i Markbygden
2012 Handläggare på Analysavdelningen, Energimyndigheten i Eskilstuna. Utvecklade marknadsmodeller för att beskriva genomslaget och LCoE för nya energitekniker: Vindkraft, Solel och Batterier i kraftsystemet    
2015 VD på medicinteknikbolaget Seger Dental
2018 Sakkunnig e-mobility på Power Circle